# いのちのことば社
いのちのことば社（いのちのことばしゃ、英語: Word of Life Press Ministries）は、東京都中野区中野に本部があるプロテスタント福音派系の出版社、超教派の文書伝道団体である。宗教法人いのちのことば宣教団によって運営されている。過去にはディスペンセーション主義を支持することで知られていたが、現在は多岐にわたる神学的立場の書籍を刊行している。

## 概要

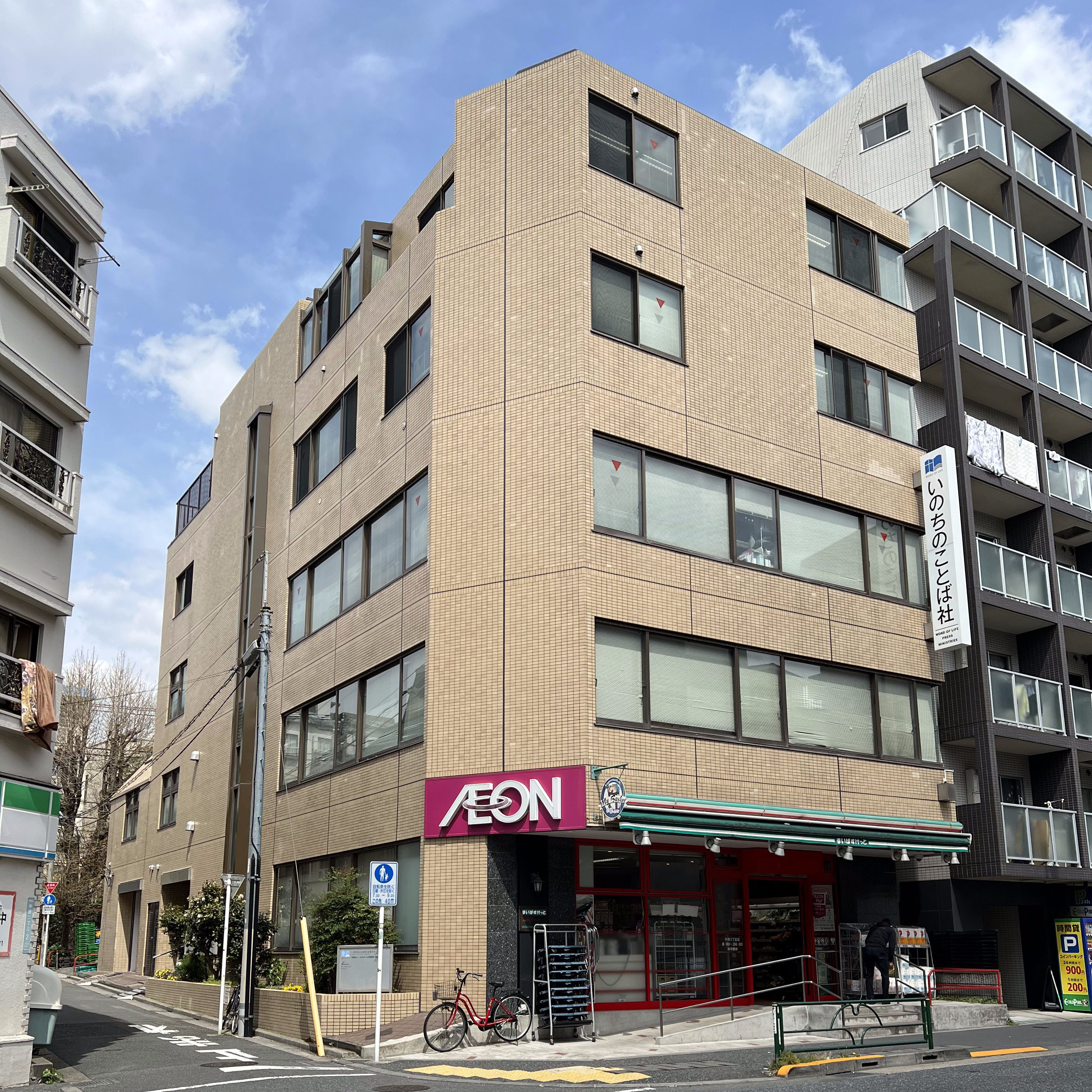
本部ビル

『クリスチャン新聞』、『新改訳聖書』、『リビングバイブル』、『アニメバイブル』などを発売し、直営書店「BIBLE SHOPチェーン」（旧「ゴスペルショップチェーン」）を運営している。本社の所在地は、東京都中野区中野2-1-5。関連団体に日本聖書刊行会があり、新改訳聖書は日本聖書刊行会の発行、いのちのことば社から発売されている。
2003年2月までは、宗教法人「ゼ・エバンゼリカル・アライアンス・ミッション（日本同盟基督教団）」(TEAM)の文書伝道部門として運営されてきたが、同月、宗教法人「スウェーデン同盟キリスト教団」 (Sweden Alliance Christ Mission, SACM) へと移管となった。2018年1月に法人名称を「いのちのことば宣教団」に変更した。

## 沿革
- 1950年10月 - TEAMの宣教師ケネス・マクビーティを実行責任者、湖浜馨を協力者として、中野区昭和通りにいのちのことば社を創立する[2]。いのちのことば社を二人で始める[3]。その後リヤカー付き自転車「福音車」で図書販売を開始する[4]。
- 1951年11月 - 杉並区永福町に本社を移転[4]。月刊誌『生命の糧』を発刊する[5]。
- 1954年11月 - 『生命の糧』を『百万人の福音』に改称する[6]。
- 1962年2月 - 直営書店である「ライフセンター」1号店となる渋谷店[7]を開店[8]。
- 1965年4月 - 新宿区信濃町の新社屋に本社移転[3]。日本聖書刊行会発足。
- 1967年5月 - 『クリスチャン新聞』創刊[9]。同年10月から週刊となる[9]。
- 1981年4月 - 月刊『いのちのことば』創刊[10]。
- 1981年10月 -『アニメ親子劇場』放送開始[11]。
- 1982年4月 - 『トンデラハウスの大冒険』放送開始[12]。
- 1983年4月 - 『パソコントラベル探偵団』のスポンサーになる。
- 1988年3月 - 研修施設「軽井沢クリスチャンセンター」を恵みシャレー軽井沢と改称。
- 1994年2月 - ケネス・マクビーティに代わり、多胡元喜が会長に就任。
- 2003年2月 - 宗教法人スウェーデン同盟キリスト教団に移管
- 2008年12月 - 本部ビルの老朽化に伴い、新宿区信濃町から中野区中野に移転した。
- 2009年3月30日 - 新本部の開所式を行う。ケネス・マクビーティ、吉持章らが出席し、中島秀一がメッセージをした。
- 2018年1月 - 法人名称を「いのちのことば宣教団」に変更。

## 出版物

### 聖書
- 新改訳聖書
- リビングバイブル

### 注解書
- 新聖書注解(1972年-1977年)
- 新聖書講解シリーズ(1982年-1989年)
- 実用聖書注解(1995年)
- ティンデル聖書注解(2003年-2014年)

### 辞典
- 新聖書辞典(1985年)
- 新聖書語句辞典(1988年)
- 新キリスト教辞典(1991年)
- エッセンシャル聖書辞典(1998年)
- 聖書神学事典(2010年)

### 雑誌
- いのちのことば
- manna
- 百万人の福音
- らみい
- クリスチャン新聞
- 牧会ジャーナル
- 成長

### 書籍
- フォレスト・ブックス

## 関係者
- 守部喜雅
- 吉持章（元理事長）